# Numancia (cuirassé)
Pour les articles homonymes, voir Numancia.
Le Numancia était un cuirassé à coque en fer de la Marine espagnole construite par les Forges et chantiers de la Méditerranée de Toulon. Il a reçu son nom en mémoire de l'acte des habitants celtibères durant le siège de Numance, à proximité de l'actuelle Soria, contre l'envahisseur romain. C'était le deuxième des trois navires de la marine espagnole à porter ce nom.

## Historique
C'était un navire d'une très longue durée de vie, qui a participé à pratiquement tous les événements navals notables de l'histoire de l'Espagne dans le dernier tiers du siècle.
Durant la guerre hispano-sud-américaine, il participa à la seconde expédition de Chiloé avec la frégate à hélices Blanca (es). Elle assista aussi au bombardement de Valparaiso le 31 mars 1866